# Дитятьево
Дитятьево — деревня в Вологодском районе Вологодской области.
Входит в состав Майского сельского поселения (с 1 января 2006 года по 8 апреля 2009 года входила в Октябрьское сельское поселение), с точки зрения административно-территориального деления — в Октябрьский сельсовет.
Расстояние до районного центра Вологды по автодороге — 27 км, до центра муниципального образования Майского по прямой — 8 км. Ближайшие населённые пункты — Белое, Акулово, Прибытково, Дулепово, Мягрино.
По переписи 2002 года население — 94 человека (48 мужчин, 46 женщин). Преобладающая национальность — русские (97 %).